# Roger Backhouse
Roger Backhouse (24 novembre 1878 - 15 juillet 1939) est un officier britannique de la Royal Navy. Il sert pendant la Première Guerre mondiale en tant que commandant de croiseur et devint après la guerre commandant d'escadron de combat, puis commandant en chef de la Home Fleet. Il est First Sea Lord du 7 septembre 1938 au 12 juin 1939, sa principale contribution dans ce rôle est d'abandonner la politique officielle britannique d'envoi d'une flotte importante à Singapour pour dissuader l'agression japonaise (la stratégie de Singapour), réalisant que la menace immédiate est plus proche (venant d'Allemagne et d'Italie) et qu'une telle politique n'est plus viable. Il meurt d'une tumeur cérébrale en juillet 1939, juste avant le déclenchement de la Seconde Guerre mondiale.

## Carrière navale
Backhouse est le quatrième fils de Jonathan Backhouse (banquier) et de Florence Backhouse (née Salusbury-Trelawny) ; son frère aîné, l'amiral Oliver Backhouse, est également officier dans la Royal Navy. Backhouse rejoint la Royal Navy en tant que cadet sur le navire-école UMS Britannia (ex HMS Prince of Wales) en 1892 et part en mer comme aspirant sur le cuirassé HMS Repulse dans l'escadron de la Manche en 1894.

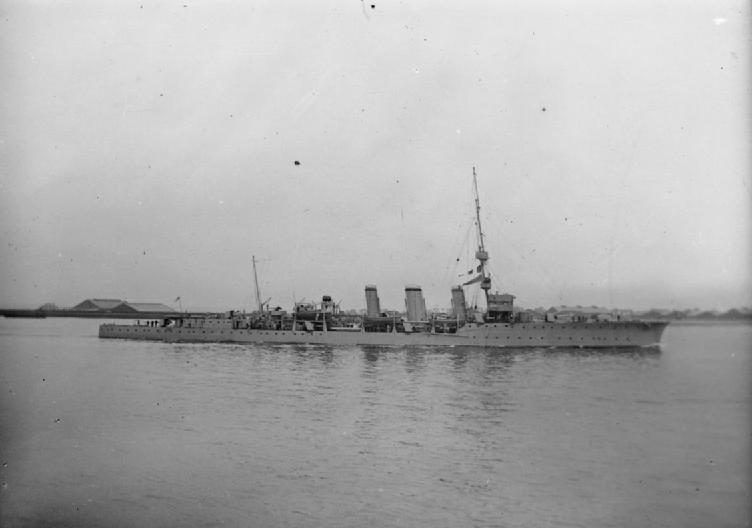
le croiseur léger, que Backhouse commande durant la Première Guerre mondiale.

Backhouse est transféré sur la corvette HMS Comus de la Pacific Station en octobre 1895 et, après avoir été promu au grade de sous-lieutenant le 15 mars 1898 et au grade de lieutenant le 15 mars 1899, il rejoint le cuirassé HMS Victorious dans la flotte méditerranéenne en novembre 1899. Après avoir fréquenté l'école d'artillerie HMS Excellent il est affecté comme officier d'artillerie sur le cuirassé HMS Russell de la flotte méditerranéenne en février 1903, puis sur le cuirassé HMS Queen de la flotte méditerranéenne en avril 1904, avant de retourner au HMS Excellent pour rejoindre l'état-major en juillet 1905. Il devient officier d'artillerie sur le cuirassé HMS Dreadnought de la Channel Fleet en août 1907 et, après être promu au grade de commandant le 31 décembre 1909, il rejoint l'état-major du HMS Excellent en février 1910. Il devient commandant de pavillon du commandant en chef de la Home Fleet, d'abord sur le HMS Neptune à partir de mars 1911, puis sur le HMS Iron Duke à partir de mars 1914.
Backhouse sert pendant la Première Guerre mondiale, obtenant une promotion au grade de captain le 1er septembre 1914 et est nommé commandant du croiseur léger HMS Conquest dans la force de Harwich en novembre 1915 avant de recevoir le commandement du croiseur de bataille HMS Lion, navire amiral de la force de croiseurs de bataille, en novembre 1916. Il est nommé Compagnon de l'ordre de Saint-Michel et Saint-Georges le 4 juin 1917.

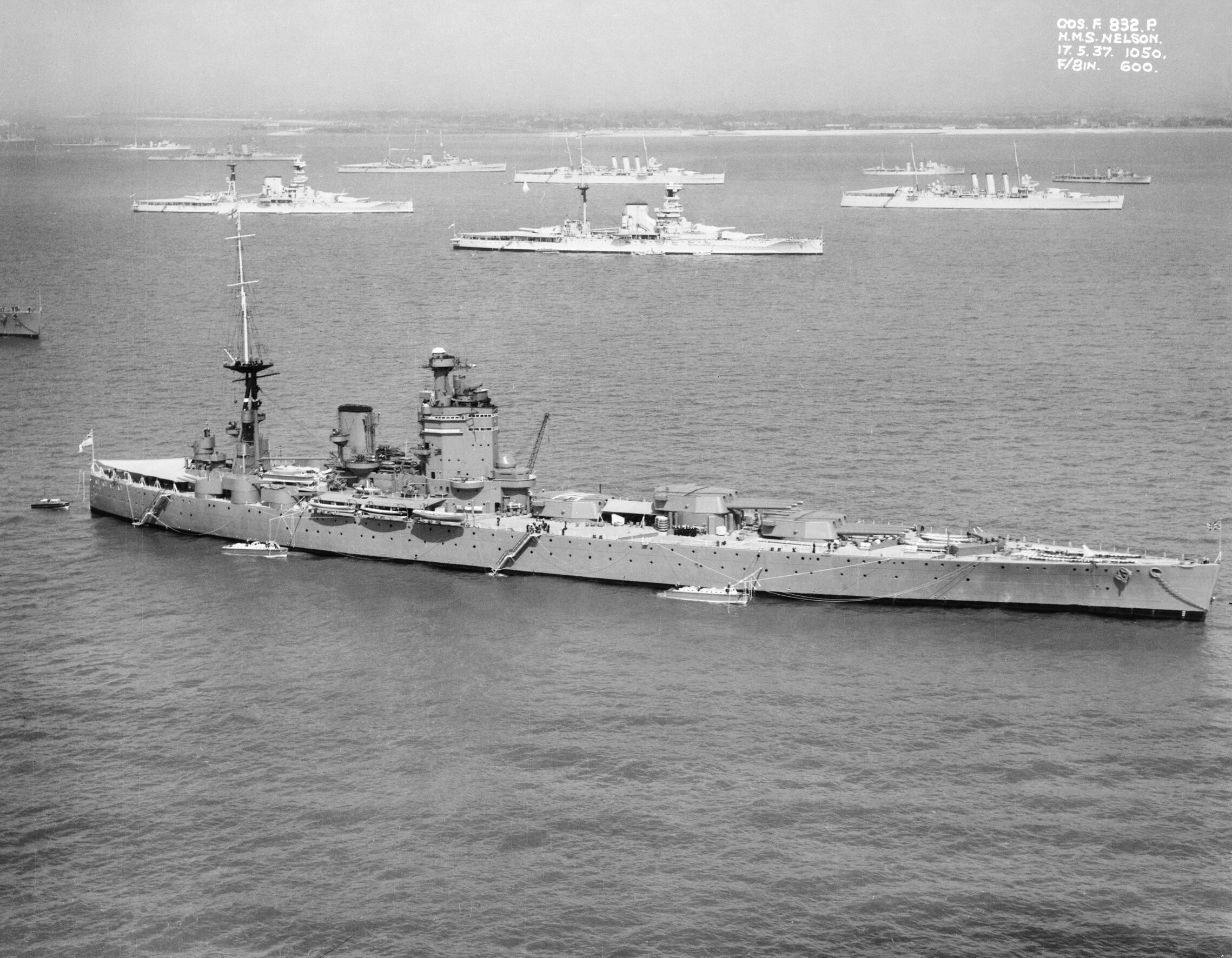
Le.

Backhouse devient Director of Naval Ordnance (devient directeur de l'artillerie navale) à l'amirauté en septembre 1920, puis commandant du cuirassé HMS Malaya en janvier 1923, avant d'être promu rear admiral le 24 février 1925 et de se voir confier le commandement du 3e escadron de combat en mai 1926. Il devient Third Sea Lord et contrôleur de la marine en novembre 1928, et après avoir été promu vice admiral le 9 octobre 1929, il devient commandant du 1er escadron de combat et commandant en second de la flotte méditerranéenne en avril 1932. Nommé Chevalier Commandeur de l'Ordre du Bain lors des honneurs du Nouvel An de 1933[10], il fut promu admiral le 11 février 1934 et devint commandant en chef de la Home Fleet, avec son drapeau sur le cuirassé HMS Nelson, le 20 août 1935. Deux mois plus tard, alors qu'il revenait de Londres à Portsmouth, son avion Supermarine Walrus fait un mauvais atterrissage et commence à couler ; lui et l'équipage durent être secourus, le laissant indemne mais secoué. Il est nommé Chevalier Grand-Croix de l'Ordre Royal de Victoria le 20 mai 1937.
Promu Chevalier Grand-Croix de l'Ordre du Bain lors des honneurs du Nouvel An de 1938 et nommé Premier et Principal Aide de Camp Naval du Roi le 1er juillet 1938, Backhouse devint First Sea Lord le 7 septembre 1938. Entré en fonction peu avant la signature des accords de Munich, sa principale contribution en tant que premier lord de la marine est d'abandonner la politique officielle britannique d'envoyer une flotte importante à Singapour pour dissuader l'agression japonaise (la stratégie de Singapour), réalisant que la menace immédiate est plus proche de chez lui (de l'Allemagne et de l'Italie) et qu'une telle politique n'est plus viable. En raison de sa santé défaillante, il démissionne de son poste de premier lord de la marine en mai 1939 et, après avoir été promu Admiral of the fleet le 29 juin 1939, il meurt d'une tumeur cérébrale à Londres le 15 juillet 1939, juste avant le déclenchement de la Seconde Guerre mondiale.

## Famille
En 1907, Backhouse épouse Dora Louise Findlay, fille de John Ritchie Findlay, propriétaire du journal britannique The Scotsman ; ils eurent deux fils et quatre filles.